# Jean-Natalis-François Gonindard
Jean-Natalis-François Gonindard, né le 1er janvier 1838 à Perreux (Loire) et mort le 17 mai 1893 à Rennes, fut archevêque de Rennes, Dol et Saint-Malo.

## Biographie
Après des études au petit séminaire de Montbrison, il entra en 1857 au noviciat de la congrégation de Saint-Irénée à Lyon. Ordonné prêtre pour le diocèse de Lyon le 21 décembre 1861, directeur de l'Institution des Chartreux de Lyon en 1871, il fut sacré évêque de Verdun à Lyon le 10 mai 1885. Nommé par décret du 17 mai 1887 coadjuteur de Charles-Philippe Place, cardinal-archevêque de Rennes, Dol et Saint-Malo, le pape le promut alors archevêque de Sébaste. Il devint archevêque de Rennes, Dol et Saint-Malo le 5 mars 1893, et décéda prestement le 17 mai suivant en gare de Rennes, de retour d'une tournée de confirmation à Combourg.
Guillaume-Marie-Joseph Labouré, alors évêque du Mans, promu, le 15 juin 1893, à l'archevêché de Rennes, Dol et Saint-Malo, lui succéda.

## Armes
De gueules à croix haute et potencée d'argent chargée de neuf mouchetures d'hermine de sable plantée sur une plaine de sinople, adextrée d'un lion d'argent et senestrée d'un dauphin d'or affrontés, au chef cousu d'azur chargé d'une étoile d'argent, le haut de la croix brochant sur le chef.

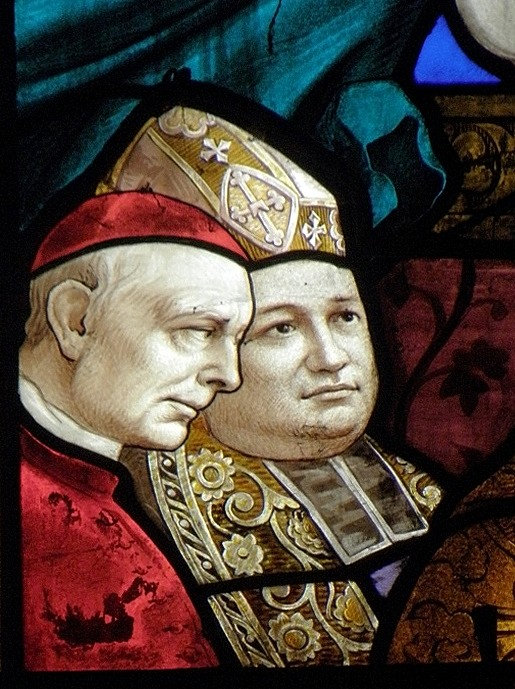
Jean-Natalis-François Gonindard et son prédécesseur, le cardinal Place.
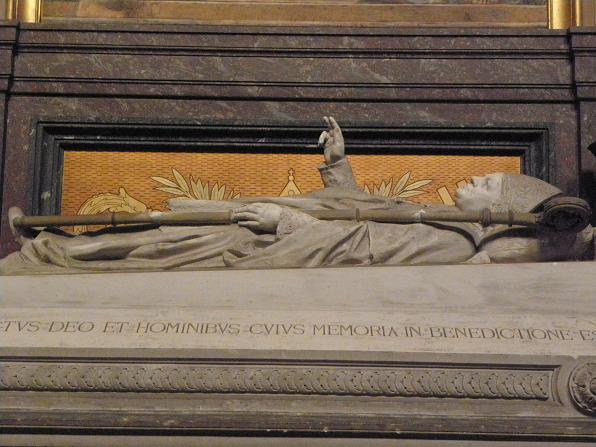
Tombeau de Jean-Natalis-François Gonindard en la Métropole St-Pierre de Rennes.
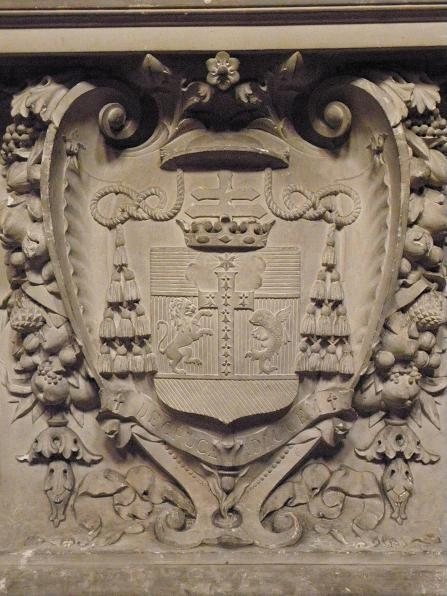
Armes de Jean-Natalis-François Gonindard.